# Estación Chapapote
Estación Chapapote är en ort i Mexiko.   Den ligger i kommunen Álamo Temapache och delstaten Veracruz, i den sydöstra delen av landet, 220 km nordost om huvudstaden Mexico City. Estación Chapapote ligger 35 meter över havet och antalet invånare är 545.
Terrängen runt Estación Chapapote är platt. Runt Estación Chapapote är det ganska tätbefolkat, med 65 invånare per kvadratkilometer. Närmaste större samhälle är Temapache, 15,7 km nordost om Estación Chapapote. Trakten runt Estación Chapapote består till största delen av jordbruksmark.